# Sarrey
Sarrey település Franciaországban, Haute-Marne megyében. Lakosainak száma 369 fő (2022. január 1.). Sarrey Chauffourt, Is-en-Bassigny, Val-de-Meuse, Nogent és Poinson-lès-Nogent községekkel határos.

## Népesség
A település népessége az elmúlt években az alábbi módon változott:
| Lakosok száma | 399  | 353  | 331  | 369  | 380  | 381  | 376  | 380  | 382  | 369  |
|               | 1968 | 1982 | 1990 | 2006 | 2013 | 2015 | 2017 | 2019 | 2020 | 2022 |